# Janusz Dobieszewski
Janusz Dobieszewski (ur. 21 lutego 1955 w Olsztynie) – polski filozof i tłumacz, związany z Wydziałem Filozofii Uniwersytetu Warszawskiego.

## Życiorys
Zajmuje się historią filozofii, filozofią społeczną, filozofią religii, a specjalizuje w filozofii rosyjskiej. Tematem pracy magisterskiej (1978) była filozofia narodników, doktoratu (1989) – spór słowianofilów z okcydentalistami w jego klasycznej, XIX-wiecznej postaci, a habilitacji (2003) – filozofia Włodzimierza Sołowjowa. Uczeń Marka Siemka i Andrzeja Walickiego. Profesurę uzyskał w roku 2016.

## Twórczość

### Publikacje książkowe własne
- Włodzimierz Sołowjow. Studium osobowości filozoficznej, Warszawa 2002
- Absolut i historia. W kręgu myśli rosyjskiej, Kraków 2012
- Syntezy i niuanse. Studia i szkice z filozofii rosyjskiej, Kraków 2019
- Inność jako wartość. Studia i szkice z filozofii kultury i okolic, Kraków 2020
- Filozofia religii. Wykład, Warszawa 2022

### Publikacje książkowe (jako redaktor naukowy)
- Marksizm XX wieku. Antologia tekstów, t. 1-3 (red. wraz z M. Siemkiem), Warszawa 1990
- Historia filozofii. Wybór tekstów, Warszawa 1995
- Wokół słowianofilstwa. Almanach myśli rosyjskiej, Warszawa 1998
- Wokół Tołstoja i Dostojewskiego. Almanach myśli rosyjskiej, Warszawa 2000
- Wokół Leontjewa i Bierdiajew. Almanach myśli rosyjskiej, Warszawa 2001
- Wokół Szestowa i Fiodorowa. Almanach myśli rosyjskiej, Warszawa 2007
- Wokół Andrzeja Walickiego. Almanach myśli rosyjskiej (red. wraz z J. Skoczyńskim i M. Bohunem), Warszawa 2009
- Idee w Rosji. Leksykon rosyjsko-polsko-angielski, t. 8, 9, Łódź 2014, 2015
- Wokół Fiodora Dostojewskiego. Almanach myśli rosyjskiej, Warszawa 2017
- Epistemologia doświadczenia religijnego w XX-wiecznej filozofii rosyjskiej i żydowskiej (red. wraz z S. Krajewskim i Z. Machem), Kraków 2018
- Poznanije i rieligija. Epistiemołogija rieligioznogo opyta w russkoj i jewriejskoj fiłosofskoj mysli XX wieka (red. wraz z S. Krajewskim i Z. Machem), Warszawa 2018

### Artykuły
- Warianty rewolucyjnego narodnictwa, „Człowiek i Światopogląd”, № 8-9, 1979

- Filozofia społeczna Piotra Czaadajewa, „Studia Filozoficzne”, № 7, 1986
- O pocieszeniu, jakie niesie „Horror metaphysicus” Leszka Kołakowskiego, „Sztuka i Filozofia”, № 14, 1997
- Filozoficzność emigracji, w: „Studia Rossica, VII, W kraju i na obczyźnie. Literatura rosyjska XX wieku”, red. W. Skrunda, Warszawa 1999
- Michaiła Bachtina filozofia karnawału, „Musica Antiqua Europae Orientalis XIII. Acta Slavica. Słowiańszczyzna wobec sacrum w kulturze świata wschodniego i zachodniego”, red. A. Bezwiński, Bydgoszcz, 2003
- Próba filozofii dziejów Rosji, w: Europa a Rosja. Przeszłość, teraźniejszość, przyszłość, red. J. Gancewski i J. Sobczak, Elbląg, 2005
- Sofiologia w perspektywie filozoficznej, „Studia Bobolanum”, № 1 (9), 2005
- Przesądy, uprzedzenia, stereotypy – kilka refleksji o pojęciach, w: Katalog wzajemnych uprzedzeń Polaków i Rosjan, red. A. de Lazari, Warszawa 2006
- Tendencja neoplatońska w filozofii rosyjskiej, w: Granice Europy, granice filozofii, red. W. Rydzewski, L. Augustyn, Kraków 2007
- Rosyjskie warunki możliwości metafizyki, w: Rosyjska metafizyka religijna, red. T. Obolevitch, W. Kowalski, Biblos, Tarnów 2009
- Okno ku wieczności – symbolika ikony, w: Symbol w kulturze rosyjskiej, red. Krzysztof Duda, Teresa Obolevitch, Kraków 2010
- Marka Siemka filozofowanie wokół marksizmu, „Przegląd Filozoficzny”, № 1 (89); 2014
- Bakunina ćwiczenie z dialektyki Hegla, „Studia Philosophica Wratislaviensia”, vol. IX, fasc. 3, 2014
- Buber, Bachtin i rosyjskie okolice, „Przegląd Filozoficzny”, № 4 (96), 2015
- Nie-modna moda. Filozofia rosyjska w Polsce w ostatnim półwieczu, w: Nauka w Polsce i Rosji – miejsca wspólne, miejsca różne (obszar humanistyki), red. M. Dąbrowska i P. Głuszkowski, Warszawa 2016
- Fenomenologia po neoplatońsku, w: Między metafizyką a fenomenologią. W stronę Jacka Migasińskiego, red. M. Poręba, B. Działoszyński, Warszawa 2018
- Moc poznawcza mistycyzmu, w: Wyrażanie Niewyrażalnego. Mistycyzm w sztuce: literaturze, malarstwie, muzyce… W 100-lecie śmierci Léona Bloy, red. A. Karapuda, A. Włoczewska, Warszawa 2018
- Uwagi o antropologii jurodztwa, „Teologia Polityczna Co Tydzień” 2019, № 25 (169)
- Różnorodność panteizmu, „Edukacja Filozoficzna”, N. 68, 2019
- Władimir Sołowjow jako sprawca filozofii rosyjskiej, „Karto-Teka Gdańska”, nr 1(6), 2020
- Profesor Andrzej Walicki (1930-2020), „Slavia Orientalis”, № 4, t. LXIX, 2020
- Filozofia starożytna i kwestia “horror philosophicus", „Edukacja Filozoficzna”, № 72, 2021
- Dostojewski na kwarantannę? Czy do usunięcia?, „Twórczość” 2022, № 10

### w języku angielskim
- Petr Chaadaev and the Rise of Modern Russian Philosophy, “Studies in East European Thought”, № 54, 2002
- Neoplatonic tendencies in Russian philosophy, "Studies in East European Thought", N. 62 (1), 2010
- On the Consolation Offered by Leszek Kołakowski's Metaphysical Horror [2], w: Leszek Kołakowski in Memoriam, ed. Jacek Migasiński, Frankfurt am Main 2012
- Nikolai Fyodorov – the Extravagance of Resurrection, "Kronos. Philosophical Journal", vol. 1, 2012
- Post-Secularism: A Preliminary Outline of the Issue with a Certain Ancient Russian Context, w: Beyond Modernity: Russian Religious Philosophy and Post-Secularism, ed. by A. Mrówczyński-Van Allen, T. Obolevitch, P. Rojek, Eugene, Oregon 2016
- Master – Slave, “Dialogue and Universalism”, № 2, 2016
- Pushkin Through the Eyes of Vladimir Solovyov, “Kronos. Philosophical Journal”, № 5, 2016
- Peter Chaadaev: The Founding Myth of Russian Philosophy, in: Peter Chaadaev: Between the Love of Fatherland and the Love of Truth, ed. by A. Mrowczynski-Van Allen, T. Obolevitch, P. Rojek, Eugene 2018
- The revolutionary nature of the Russian Revolution, "The Interlocutor. Journal of the Warsaw School of the History of Ideas", vol. 2, 2019

### Ważniejsze tłumaczenia
- W. Bibler, Myślenie jako dialog, Warszawa 1982
- W. Sołowjow, Wykłady o Bogoczłowieczeństwie, Warszawa 2011

### Wybór artykułów
- https://uw.academia.edu/JanuszDobieszewski
- https://web.archive.org/web/20141030001704/http://www.filozofiarosyjska.uz.zgora.pl/index.php/filozofia-rosyjska/teksty